# Saint-Martin-de-Goyne
Saint-Martin-de-Goyne é uma comuna francesa na região administrativa de Occitânia, no departamento de Gers. Estende-se por uma área de 5,6 km². Em 2010 a comuna tinha 132 habitantes (densidade: 23,6 hab./km²).